# نحام (جنس)
النحام (الاسم العلمي: Phoenicopterus) هو جنس من الطيور يتبع الفصيلة النحامية، وهو أحد أجناس هذه الفصيلة بجانب النحام الأصغر ونحام الأنديز.

## التصنيف
يحتوي الجنس على ثلاثة أنواع موجودة:
| الصورة | الاسم الشائع  | الاسم العلمي                                   | التوزيع                                                                     |
| ------ | ------------- | ---------------------------------------------- | --------------------------------------------------------------------------- |
|        | نحام أكبر     | Phoenicopterus roseus بالاس (Pallas)، 1811     | منتشر في إفريقيا وجنوب غرب وجنوب وسط أوراسيا                                |
|        | نحام الكاريبي | Phoenicopterus ruber لينيوس، 1758              | شمال جزر غالاباغوس ومنطقة البحر الكاريبي                                    |
|        | نحام تشيلي    | Phoenicopterus chilensis مولينا (Molina)، 1782 | من وسط بيرو إلى أرض النار شرقا إلى جنوب البرازيل والأوروغواي ووسط الأرجنتين |